# Mongibello Mons
Pour les articles homonymes, voir Mongibello et Mons.
Mongibello Mons est un mons à la surface d'Io, satellite galiléen de Jupiter.
Cette formation géologique mesure 8,5 km de haut et s'étend sur 170 km de long, avec deux crêtes parallèles aux parois abruptes d'orientation nord-sud.
L'Union astronomique internationale a officialisé le nom de ce relief en 2000, inspiré de Mongibello, le mot utilisé dans l'Enfer de Dante pour désigner le mont Etna.
Ce nom est un cas triple de toponyme pléonastique : il est en effet constitué de trois racines signifiant «montagne» (deux fois la racine latine mons et la racine arabe djebel).